# Heinz M. Springmann

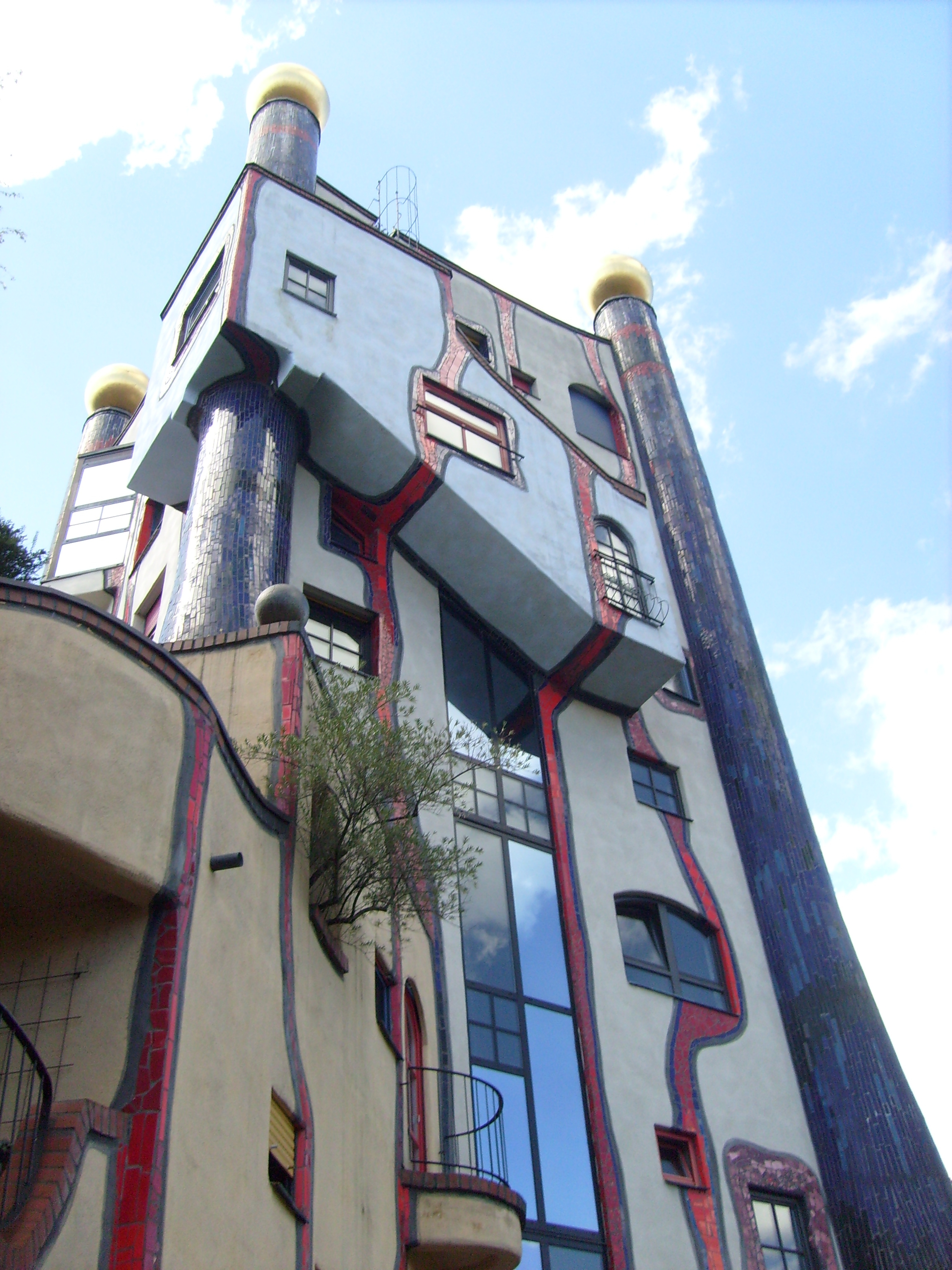
Hundertwasserhaus „Wohnen unterm Regenturm“ Plochingen

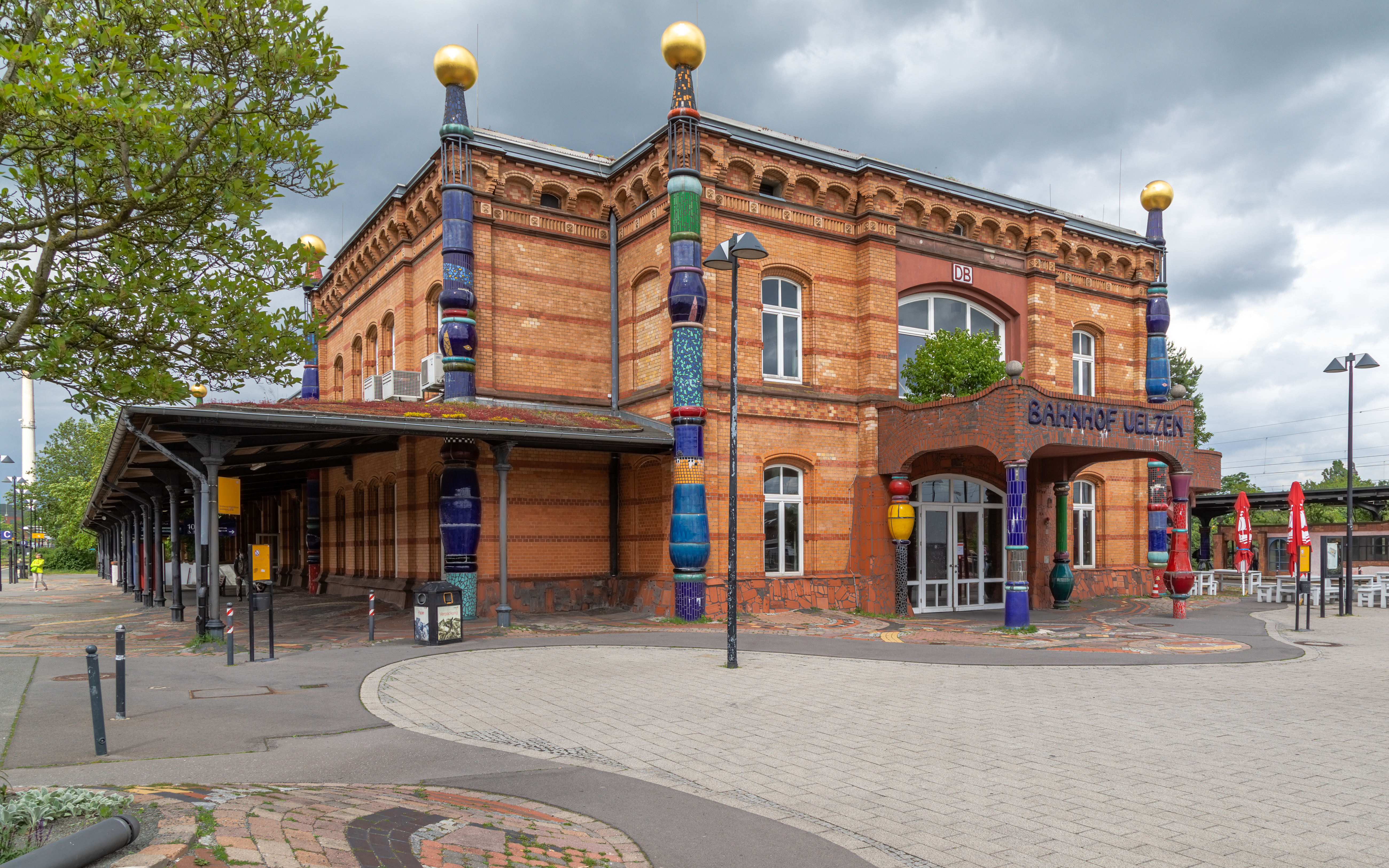
Hundertwasser-Bahnhof Uelzen (2017)

Heinz M. Springmann (* 1951 in Rielasingen) ist ein deutscher Architekt.
Springmann studierte Architektur an der Technischen Hochschule Stuttgart und schloss mit dem akademischen Grad Diplom-Ingenieur ab. Seine beruflichen Schwerpunkte liegen in den Bereichen von Architektur im städtebaulichen Kontext, zeitgemäßem Bauen, Ökologie und Denkmalpflege.
Besondere Beachtung in der Öffentlichkeit fanden seine Projekte in Zusammenarbeit mit Friedensreich Hundertwasser. Springmann lernte den österreichischen Künstler 1989 kennen, aus der Zusammenarbeit bei dem ab 1990 verwirklichten Projekt Regenturm in Plochingen, ergab sich eine persönliche Freundschaft. Weitere Hundertwasser-Projekte Springmanns waren die Waldspirale in Darmstadt und die Hundertwasserschule Wittenberg (beide realisiert 1996–1999) sowie der Hundertwasser-Bahnhof Uelzen (1999–2001).